# Бидарре
Бидарре́ (фр. Bidarray) — коммуна во Франции, находится в регионе Новая Аквитания. Департамент — Атлантические Пиренеи. Входит в состав кантона Монтань-Баск. Округ коммуны — Байонна.
Код INSEE коммуны — 64124.

## География

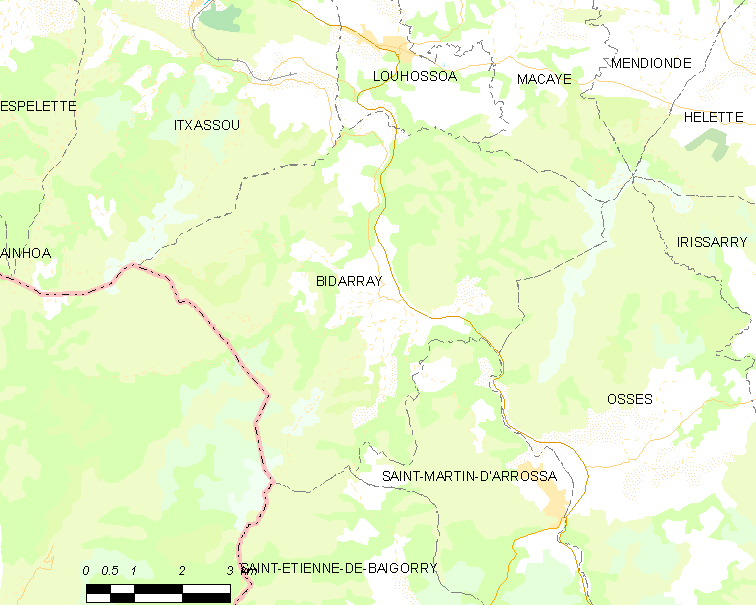
Карта коммуны

Коммуна расположена приблизительно в 690 км к юго-западу от Парижа, в 185 км южнее Бордо, в 80 км к западу от По.
На северо-востоке коммуны протекает река Нив.

### Климат
Климат тёплый океанический. Зима мягкая, средняя температура января — от +5°С до +13°С, температуры ниже −10 °C бывают редко. Снег выпадает около 15 дней в году с ноября по апрель. Максимальная температура летом порядка 20-30 °C, выше 35 °C бывает очень редко. Количество осадков высокое, порядка 1100 мм в год. Характерна безветренная погода, сильные ветры очень редки.

## Население
Население коммуны на 2010 год составляло 649 человек.
| 1962 | 1968 | 1975 | 1982 | 1990 | 1999 | 2010 |
| ---- | ---- | ---- | ---- | ---- | ---- | ---- |
| 745  | 714  | 673  | 631  | 585  | 647  | 649  |

## Администрация
| Период | Период | Фамилия              | Партия | Примечания |
| ------ | ------ | -------------------- | ------ | ---------- |
| 1995   | 2001   | Жан Ламбер           |        |            |
| 2001   | 2014   | Жан-Бернар Беруэ     |        |            |
| 2014   | 2020   | Жан-Мишель Аншордоги |        |            |

## Экономика
В 2010 году среди 409 человек трудоспособного возраста (15-64 лет) 298 были экономически активными, 111 — неактивными (показатель активности — 72,9 %, в 1999 году было 77,2 %). Из 298 активных жителей работали 287 человек (161 мужчина и 126 женщин), безработных было 11 (1 мужчина и 10 женщин). Среди 111 неактивных 34 человека были учениками или студентами, 49 — пенсионерами, 28 были неактивными по другим причинам.

## Достопримечательности
- Церковь Успения Божьей Матери (XII век). Исторический памятник с 1925 года[4]
- Мост Ноблия через реку Нив (XIV век). Исторический памятник с 2010 года[5]

## Фотогалерея

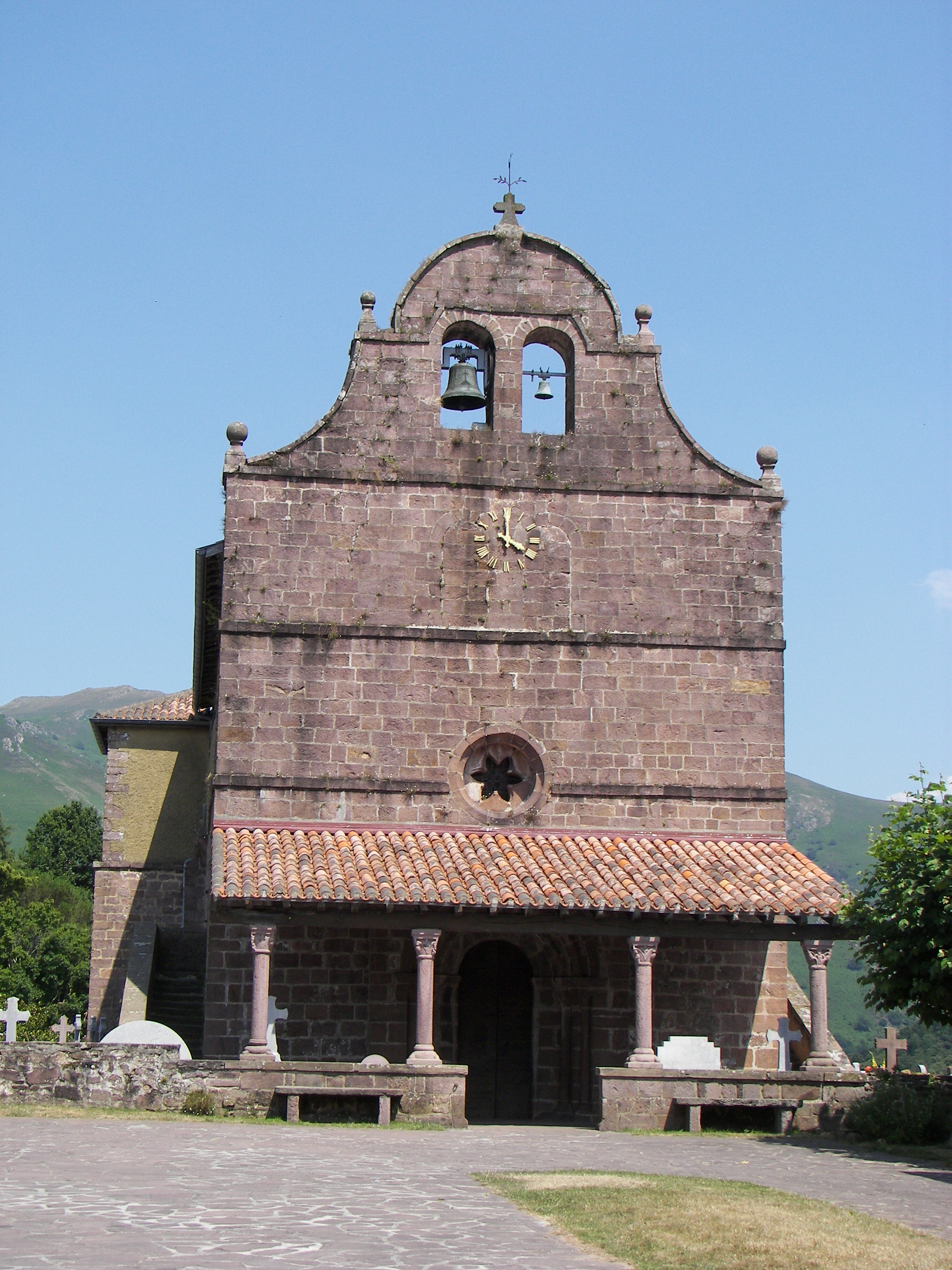
Церковь Успения Божьей Матери
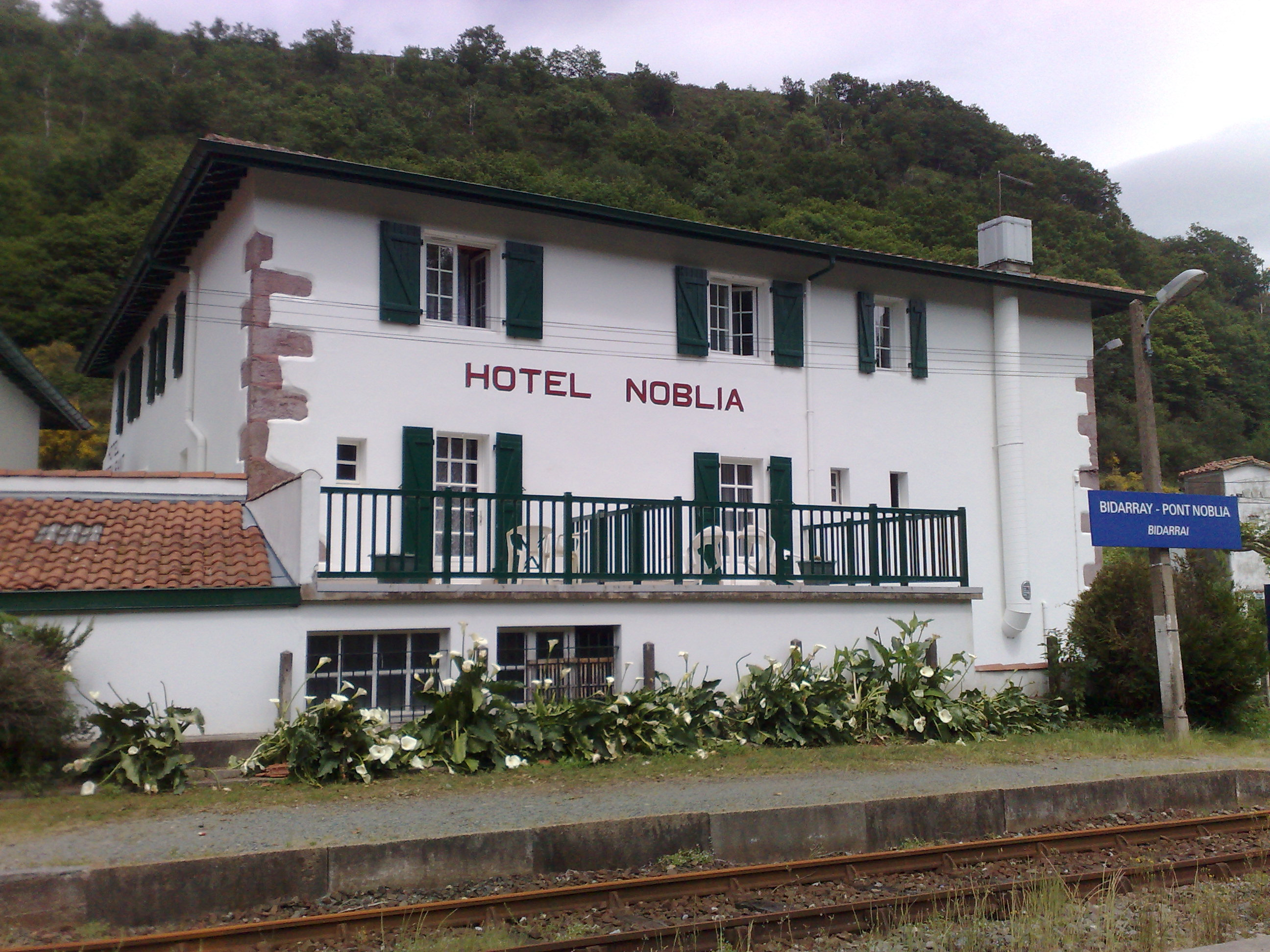
Отель и вокзал
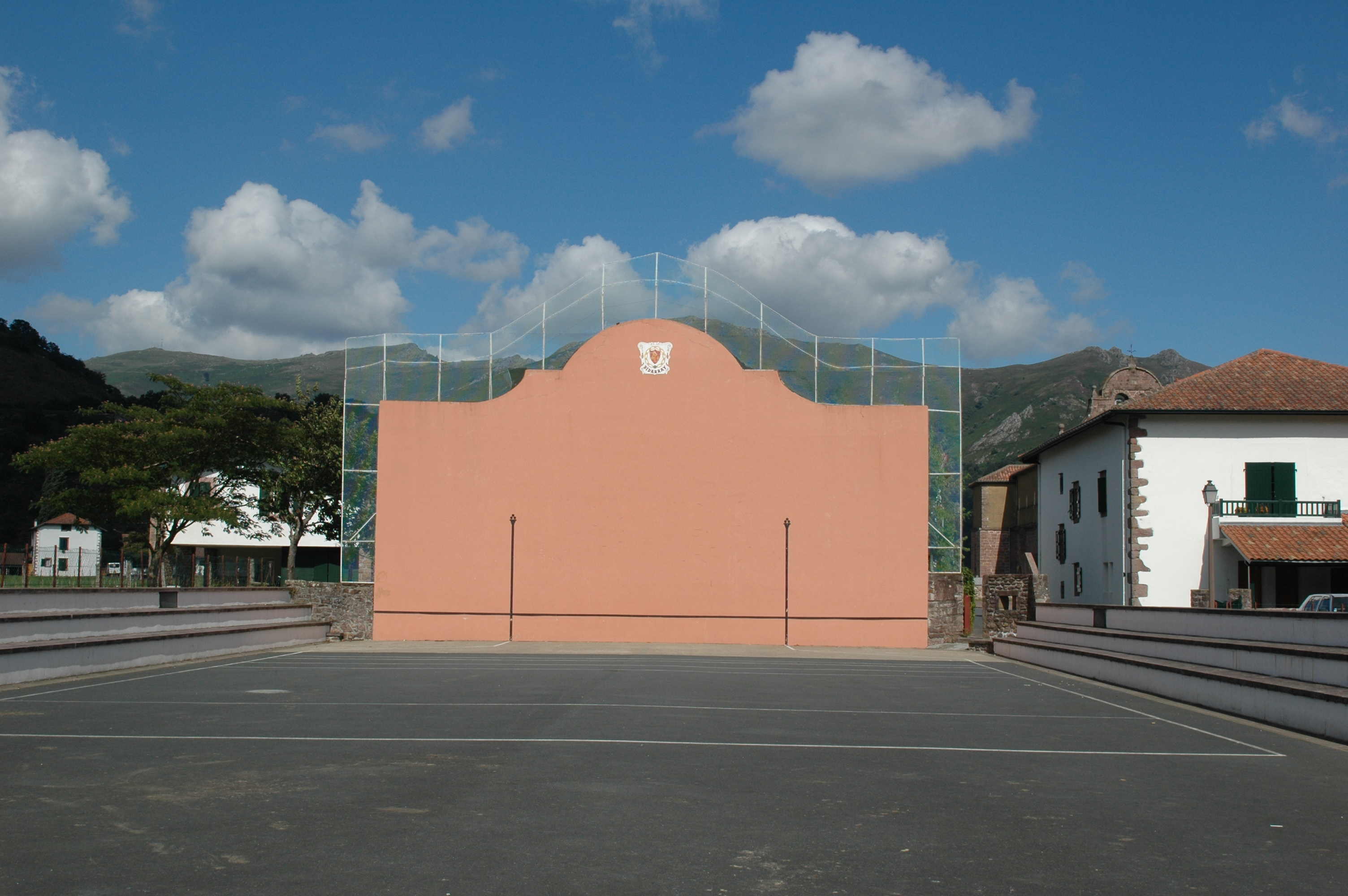
Фронтон (площадка для игры в пелоту)
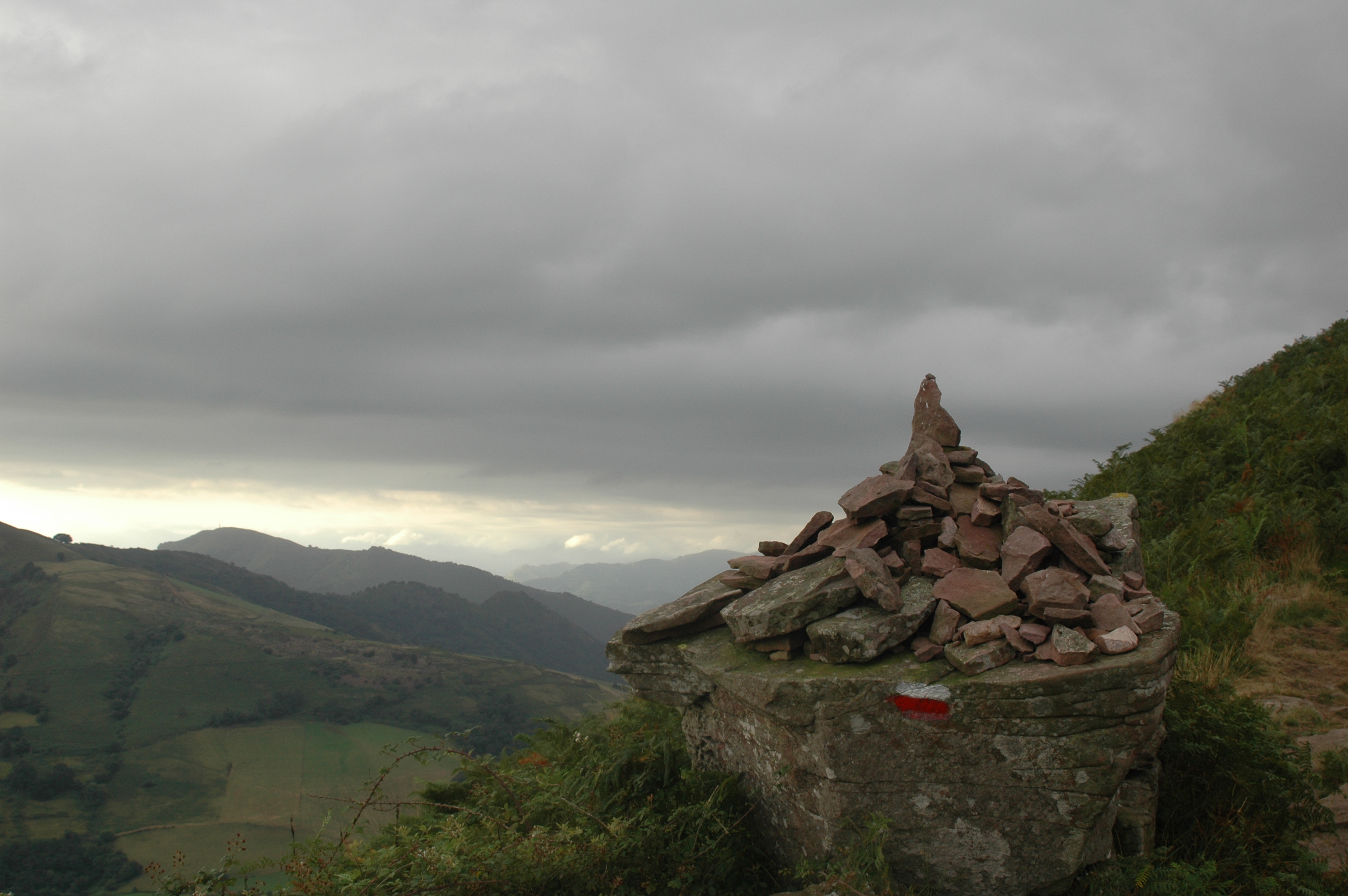
Пирамида из камней
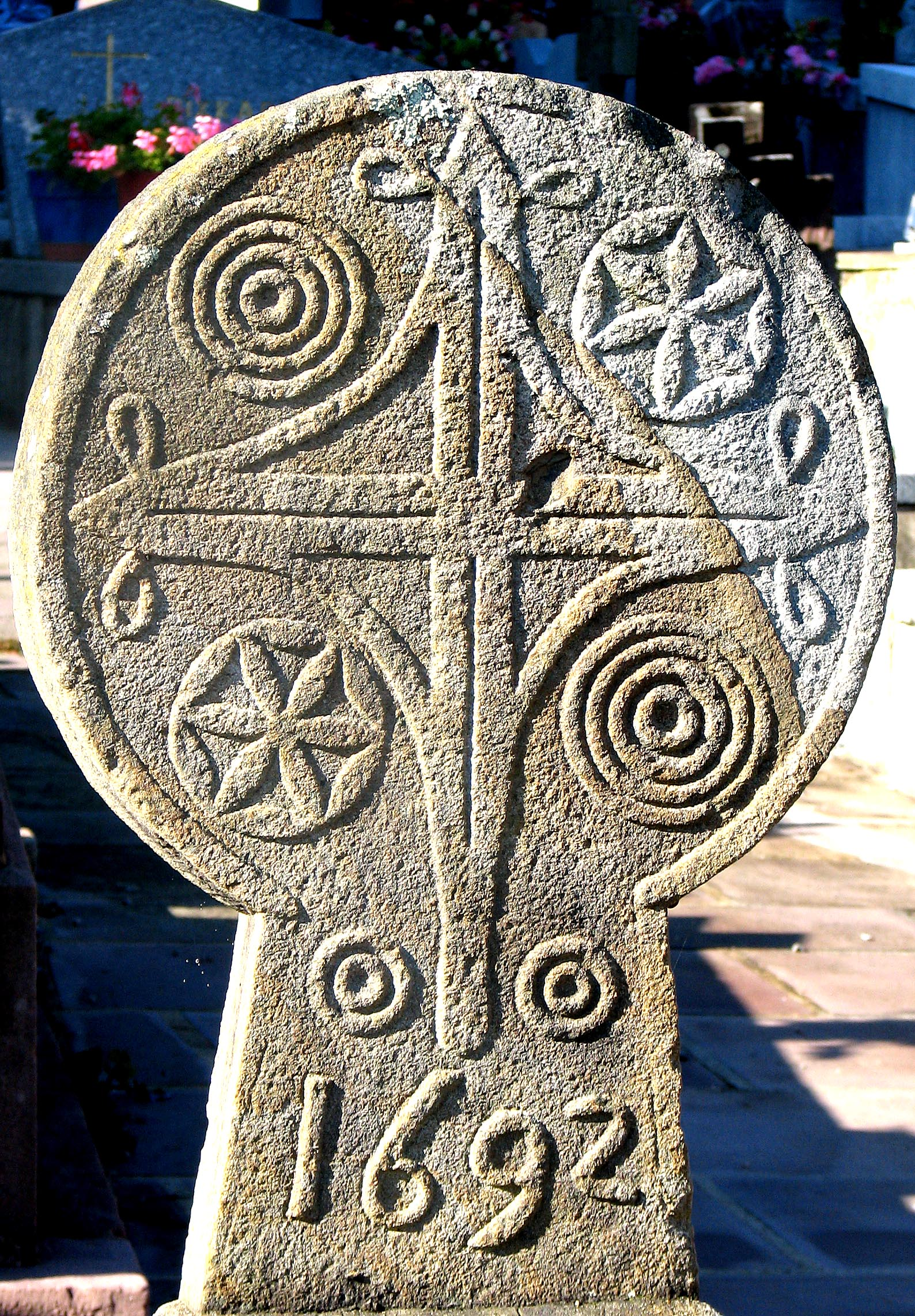
Баскская дискообразная стела
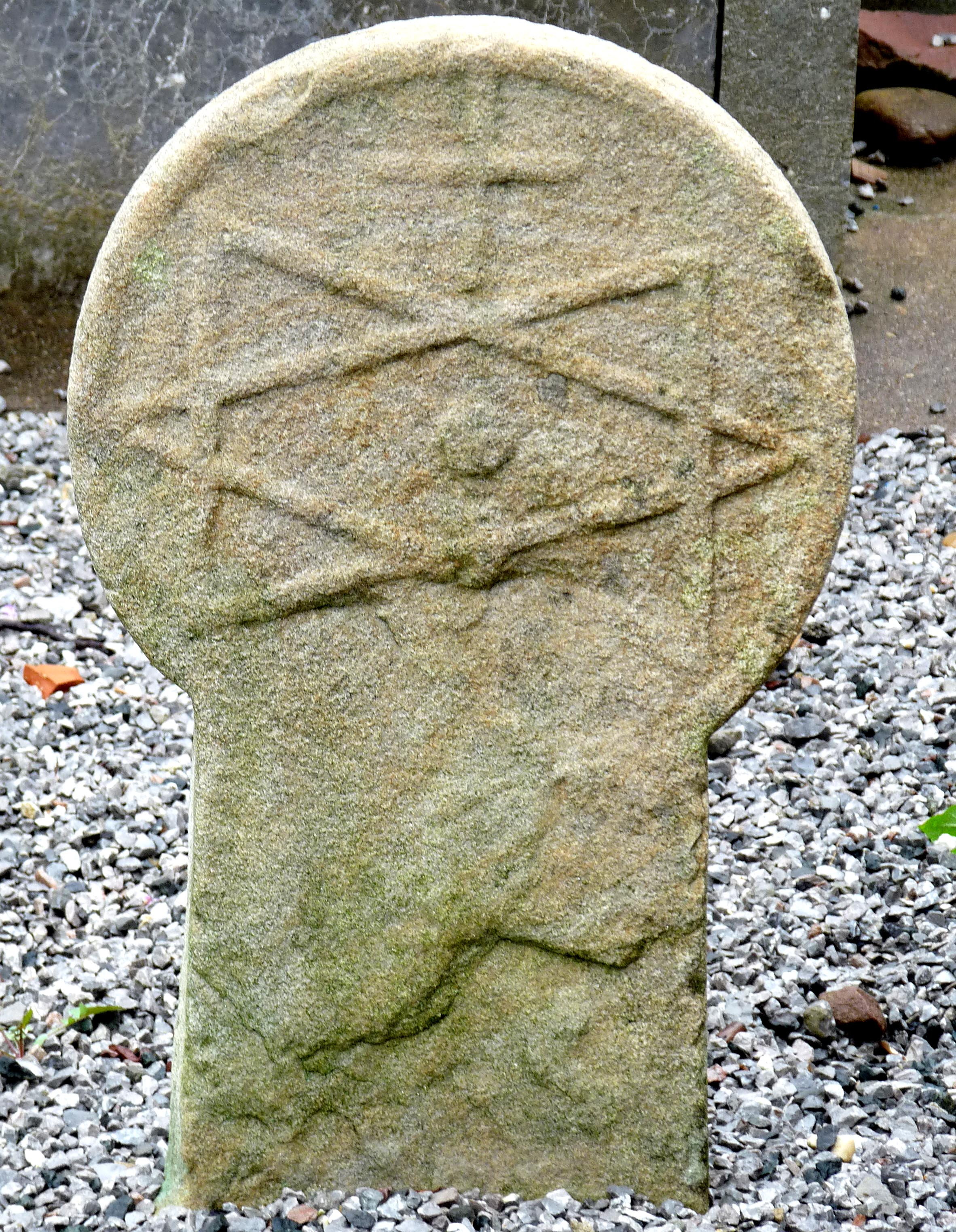
Баскская дискообразная стела
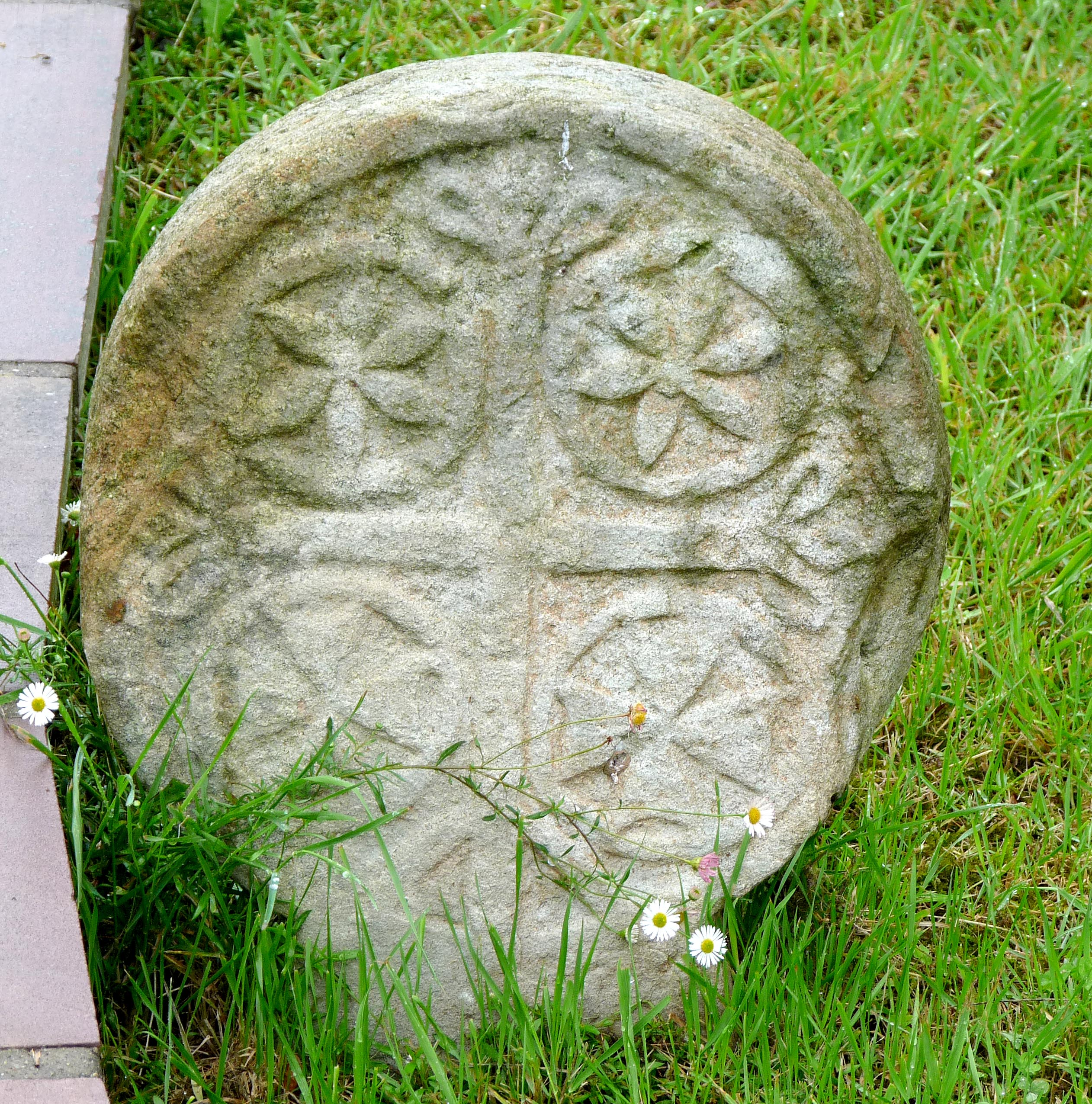
Баскская дискообразная стела
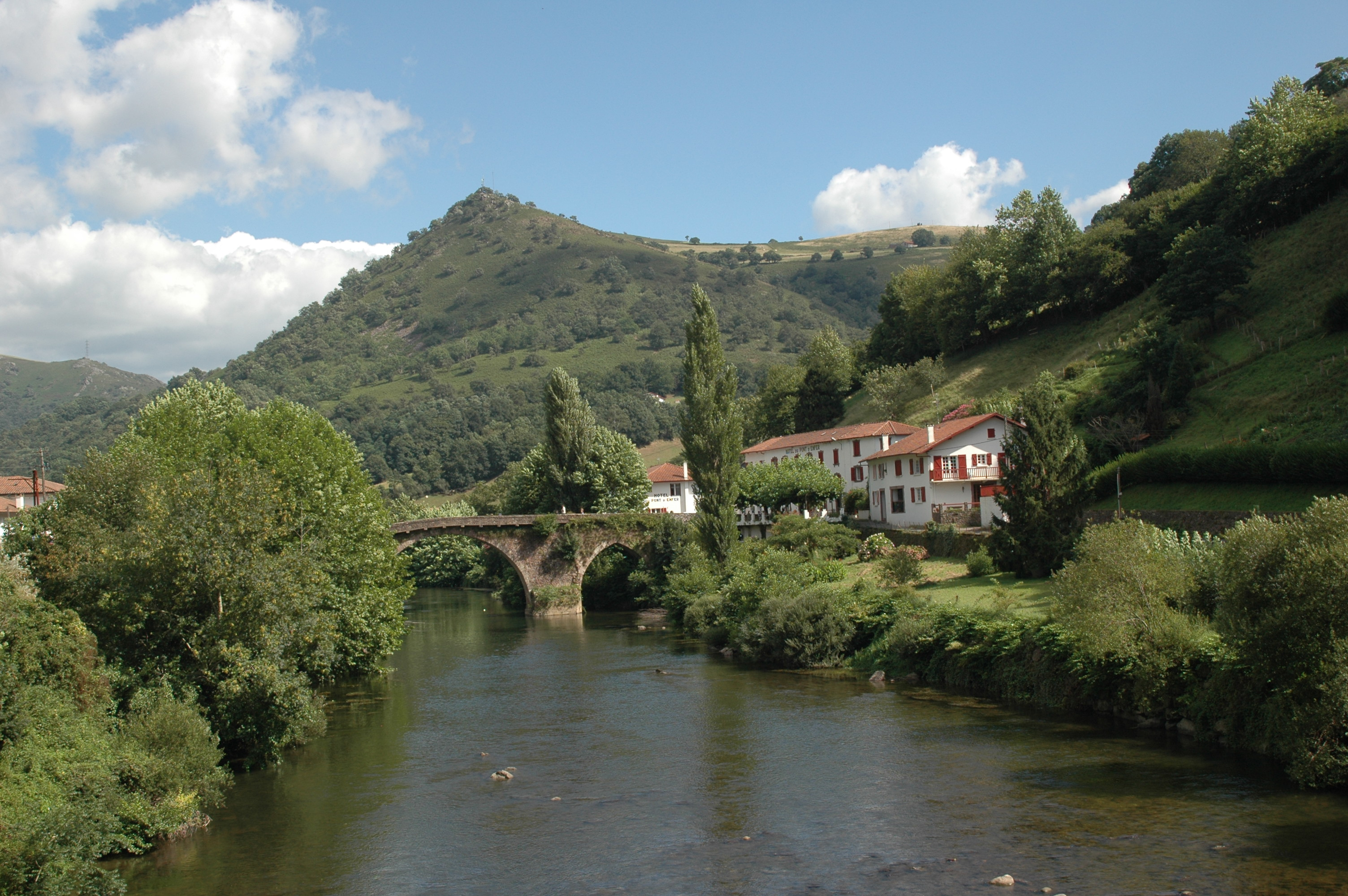
Мост Ноблия через реку Нив